# Kerstin Kielgaß
Kerstin Kielgaß (Berlijn, 6 december 1969) is een voormalig Duits topzwemster op de vrije slag. Ze vertegenwoordigde haar vaderland driemaal op rij bij de Olympische Spelen, te beginnen in 1992 (Barcelona). 
Kielgaß won tweemaal de wereldtitel met de Duitse estafetteploeg op de 4x200 meter vrije slag, in 1991 en 1998. Individueel was ze succesvol op de EK langebaan: in 1995 won ze de titel op de 200 meter vrije slag, twee jaar later in Sevilla was ze de snelste op de 800 meter vrije slag. Na de Spelen in Sydney (2000) beëindigde ze haar zwemloopbaan.